# 裴祥風
裴祥風（1942年12月14日—1975年7月），美國计算机图形学研究學者和先驱，於越南出生。1973年在猶他大學取得博士學位，並發明了Phong反射模型及Phong著色法，並廣為CG界採用。

## 生平
裴祥风生于河内（于法属印度支那时期），1954年，他就读于Albert Sarraut中学，后随家人移居西贡，就读于Lycée Jean Jacques Rousseau中学。
1964年赴法国考入格勒诺布尔理工学院。
他于1966年获得格勒诺布尔的科学许可证，并于1968年获得ENSEEIHT的工程师文凭，
1971年9月赴犹他大学工程学院任计算机科学研究助理，获博士学位。1973年毕业于犹他大学。
裴祥風知道他在学生时代就患上了白血病。1975年，在犹他大学任职后，裴祥風加入斯坦福大学担任教授。
裴祥風于1969年在法国巴黎与来自越南芽庄的Bùi Thị Ngọc Bích结婚，他和他的妻子育有一女。
根据伊凡·蘇澤蘭教授和裴祥風的朋友的说法，裴祥風聪明、和蔼可亲且谦虚。
关于提高合成图像的品質，他写道：“我们不希望能够完全按照现实中的样子显示对象，包括纹理、阴暗阴影等。我们只希望显示的图像能够足够接近真实物体以提供一定程度的真实感。”
在获得博士学位两年后，裴祥風于1975年死于终末期白血病。

## 著作
- Phong, Bui Tuong: Illumination of Computer-Generated Images, Department of Computer Science, University of Utah, UTEC-CSs-73-129, July 1973
- Phong, Bui Tuong: Illumination for Computer Generated Images, Comm. ACM, Vol 18(6):311-317, June 1975